# Equus hemionus kulan
Kulan turkmène
Sous-espèce
Synonymes
- Equus hemionus finschi (Matschie, 1911)

Statut de conservation UICN

 EN  : En danger
Equus hemionus kulan, le Kulan turkmène, également appelé « âne sauvage transcaspien », « onagre turkmène » ou simplement « kulan », est une sous-espèce de l'Onagre (âne sauvage asiatique) originaire d'Asie centrale. Elle a été déclarée en danger en 2016.

## Population
La population de la sous-espèce était récemment en déclin au Turkménistan, alors qu'elle augmente lentement dans les sites de réintroduction. Le Kulan turkmène a été réintroduit au Kazakhstan, en Ouzbékistan et en Ukraine, où les onagres existaient autrefois, ainsi qu'en Israël, où la sous-espèce fait des hybrides avec des onagres persans à l'état sauvage.
En 2005, la population était estimée entre 1 295 et 1 345 individus au Turkménistan. Aucune autre donnée n'existait sur l'état des populations du Turkménistan, mais l'espoir subsistait que de petits groupes d'animaux vivaient toujours dans des zones inaccessibles autour de Badkhyz et prospéraient dans le Kopet-Dag occidental (vallée de Sumbar-Chandyr) et le plateau d'Ustyurt autour du lac Sarakamish. Cependant, certaines populations fragmentées d'ânes sauvages transcaspiens sont actuellement en augmentation et comptent même plus de 2 000 individus à l'état sauvage. On estime que plus de 6 000 kulans vivent en Asie centrale. En 2017, il y a 3 900 kulans en liberté au Kazakhstan, dont la plus grande part (3 400) vit dans le parc national Altyn-Emel.

## Autres sous-espèces d'hémiones
- khulan (âne sauvage de Mongolie), Equus hemionus hemionus
- khur (âne sauvage d'Inde), Equus hemionus khur (en)
- gur (onagre de Perse), Equus hemionus onager
- hémippe (âne sauvage de Syrie), † Equus hemionus hemippus